# Roman Charonov
Roman Sergueïevitch Charonov (en russe : Роман Сергеевич Шаронов) est un footballeur russe né le 8 septembre 1976 à Moscou. 
Actif de 1993 à 2014, il a notamment évolué au poste de défenseur central sous les couleurs du Rubin Kazan avant de se reconvertir comme entraîneur.
Il dirige actuellement le SKA-Khabarovsk depuis le mois de juin 2022.

## Biographie

### Carrière d'entraîneur
À la fin de sa carrière en 2014, Charonov reste au sein du Rubin Kazan où il devient dans un premier temps entraîneur-adjoint pour la deuxième équipe du club puis directeur général adjoint. Il devient entraîneur-adjoint de l'équipe première ainsi qu'entraîneur principal de l'équipe des jeunes en 2017. Après le départ de Kurban Berdyev à l'issue de la saison 2018-2019, Charonov est nommé entraîneur principal de l'équipe première en juin 2019 avant d'être limogé au mois de décembre suivant alors que le club se classe treizième en championnat.

## Statistiques
| Saison                | Club                   | Championnat           | Championnat | Championnat | Coupe(s) nationale(s) | Coupe(s) nationale(s) | Compétition(s) continentale(s) | Compétition(s) continentale(s) | Compétition(s) continentale(s) | Total | Total |
| Saison                | Club                   | Division              | M.          | B.          | M.                    | B.                    | Comp.                          | M.                             | B.                             | M.    | B.    |
| 1993                  | Lokomotiv-d Moscou     | D3                    | 30          | 1           | -                     | -                     | -                              | -                              | -                              | 30    | 1     |
| 1994                  | Lokomotiv-d Moscou     | D4                    | 38          | 0           | -                     | -                     | -                              | -                              | -                              | 38    | 0     |
| 1995                  | Lokomotiv-d Moscou     | D4                    | 36          | 0           | -                     | -                     | -                              | -                              | -                              | 36    | 0     |
| 1996                  | Lokomotiv-d Moscou     | D4                    | 14          | 0           | -                     | -                     | -                              | -                              | -                              | 14    | 0     |
| Sous-total            | Sous-total             | Sous-total            | 118         | 1           | -                     | -                     | -                              | -                              | -                              | 118   | 1     |
| 1997                  | Metallourg Krasnoïarsk | D3                    | 31          | 1           | 1                     | 0                     | -                              | -                              | -                              | 32    | 1     |
| 1998                  | Metallourg Krasnoïarsk | D3                    | 30          | 4           | 2                     | 0                     | -                              | -                              | -                              | 32    | 4     |
| 1999                  | Metallourg Krasnoïarsk | D2                    | 14          | 0           | 1                     | 0                     | -                              | -                              | -                              | 15    | 0     |
| Sous-total            | Sous-total             | Sous-total            | 75          | 5           | 4                     | 0                     | -                              | -                              | -                              | 79    | 5     |
| 1999                  | Rubin Kazan            | D2                    | 18          | 0           | -                     | -                     | -                              | -                              | -                              | 18    | 0     |
| 2000                  | Rubin Kazan            | D2                    | 23          | 3           | -                     | -                     | -                              | -                              | -                              | 23    | 3     |
| 2001                  | Rubin Kazan            | D2                    | 31          | 0           | 3                     | 1                     | -                              | -                              | -                              | 34    | 1     |
| 2002                  | Rubin Kazan            | D2                    | 30          | 1           | 2                     | 0                     | -                              | -                              | -                              | 32    | 1     |
| 2003                  | Rubin Kazan            | D1                    | 18          | 1           | 2                     | 0                     | -                              | -                              | -                              | 20    | 1     |
| 2004                  | Rubin Kazan            | D1                    | 23          | 0           | 3                     | 0                     | C3                             | 2                              | 0                              | 28    | 0     |
| Sous-total            | Sous-total             | Sous-total            | 143         | 5           | 10                    | 1                     | -                              | 2                              | 0                              | 155   | 6     |
| 2005                  | Terek Grozny           | D1                    | 21          | 0           | 3                     | 0                     | -                              | -                              | -                              | 24    | 0     |
| 2006                  | Terek Grozny           | D2                    | 37          | 1           | 4                     | 0                     | -                              | -                              | -                              | 41    | 1     |
| Sous-total            | Sous-total             | Sous-total            | 58          | 1           | 7                     | 0                     | -                              | -                              | -                              | 65    | 1     |
| 2007                  | Chinnik Iaroslavl      | D2                    | 34          | 0           | -                     | -                     | -                              | -                              | -                              | 34    | 0     |
| Sous-total            | Sous-total             | Sous-total            | 34          | 0           | -                     | -                     | -                              | -                              | -                              | 34    | 0     |
| 2008                  | Rubin Kazan            | D1                    | 26          | 1           | -                     | -                     | -                              | -                              | -                              | 26    | 1     |
| 2009                  | Rubin Kazan            | D1                    | 25          | 2           | 4                     | 1                     | C1                             | 5                              | 0                              | 34    | 3     |
| 2010                  | Rubin Kazan            | D1                    | 2           | 0           | -                     | -                     | -                              | -                              | -                              | 2     | 0     |
| 2011-2012             | Rubin Kazan            | D1                    | 32          | 1           | 2                     | 0                     | C1+C3                          | 4+7                            | 0                              | 45    | 1     |
| 2012-2013             | Rubin Kazan            | D1                    | 15          | 1           | 2                     | 0                     | C3                             | 7                              | 0                              | 24    | 1     |
| 2013-2014             | Rubin Kazan            | D1                    | 2           | 0           | 1                     | 0                     | C3                             | 8                              | 0                              | 11    | 0     |
| Sous-total            | Sous-total             | Sous-total            | 102         | 5           | 9                     | 1                     | -                              | 31                             | 0                              | 142   | 6     |
| Total sur la carrière | Total sur la carrière  | Total sur la carrière | 530         | 17          | 30                    | 2                     | -                              | 33                             | 0                              | 593   | 19    |

## Palmarès
Rubin Kazan
- Champion de Russie en 2008 et 2009.
- Champion de Russie de deuxième division en 2002.

 Chinnik Iaroslavl
- Champion de Russie de deuxième division en 2007.